# Eulalia Merx

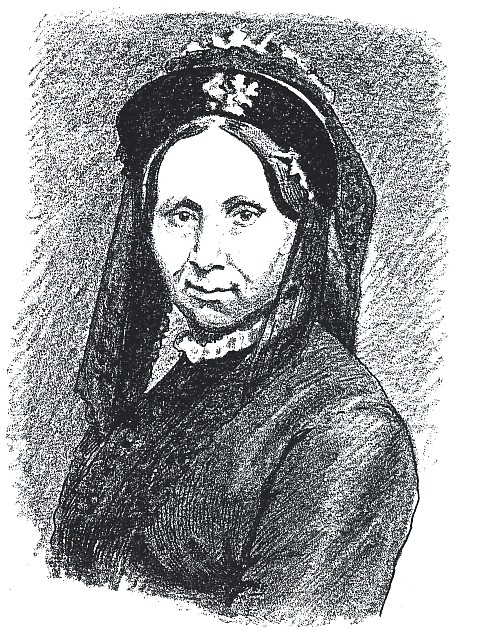
Eulalia Merx

Eulalia Therese Merx (* 7. November 1811 in Gröningen; † 9. Mai 1908 in Heidelberg) war eine deutsche Schriftstellerin.

## Leben
Eulalia Merx wurde 1811 als Tochter des evangelischen Theologen, Konsistorialrats und Historikers Johann Gottfried Hoche (1762–1836) und seiner Ehefrau Louise Charlotte geb. Berning († 12. März 1839) in Gröningen im ehemaligen Fürstentum Halberstadt geboren. Ihr Großvater väterlicherseits war Gutspächter in Gratzungen. Eulalia war das sechste von acht Kindern, die spätere Schriftstellerin und Frauenrechtlerin Louise Aston war ihre Schwester.
Eulalia wurde wie ihre fünf Schwestern von ihrem Vater und von Hauslehrern unterrichtet. Die beiden Brüder Eduard (1807–1883) und Ernst (1819–1879) gingen in die Domschule in Halberstadt. Die sehr gebildete Mutter unternahm es, ihre Kinder in Literatur und Musik zu unterweisen. Eulalie zeigte musikalische Begabung und hegte den Wunsch, Virtuosin zu werden. Wegen der unsicheren Berufsaussichten entschied sich der Vater jedoch dagegen. So wurde sein Bibliothekszimmer ihr beliebtester Aufenthaltsort. Sie las unter anderem die Schriften des sächsischen Schriftstellers Heinrich Gottfried von Bretschneider (1739–1810), des rationalistischen Theologen Johann Friedrich Röhr und des geistlichen Dichters Wolfgang Ammon. Im jugendlichen Alter von 15 Jahren beteiligte sie sich bereits an einem Disput zwischen sogenannten Rationalisten und Orthodoxen, wobei sie sich auf die Seite der Ersteren stellte. Doch bald vollzog sich in ihr eine Wandlung, die sie in ihrem Roman „Ein Seelengemälde“ (1855) beschrieben hat. Aus der rationalistisch argumentierenden jungen Frau wurde eine Verehrerin des Pietismus.
Bei einem Besuch mit ihren Eltern in Magdeburg lernte sie den jungen Theologen und Seminarlehrer Friedrich Merx (1809–1843) kennen, der im Begriff war, die Rektorstelle in Bleicherode/Landkreis Nordhausen (Harz) zu übernehmen. Dem Wunsch der Eltern folgend, verlobte sich Eulalia mit dem jungen Prediger. 1837, ein Jahr nach dem Tode des Vaters, fand die Heirat statt. Am 2. November 1838 wurde ihr Sohn Adalbert Merx geboren. 1841 veröffentlichte sie „Psalterklänge. Geistliche Gedichte“.
Doch schon 1843 wurde sie Witwe. Zunächst lebte sie dann bei einer unverheirateten Schwester, mit der sie später nach Halberstadt zog, wo ihr Sohn das Gymnasium besuchte. In dieser Zeit betätigte sie sich schriftstellerisch und veröffentlichte die Novelle „Mutter und Tochter“ (1846), „Blätter aus dem Tagebuch einer Christin“ (Gedichte und Aufsätze, 1847), „Lebensskizzen“ (1848), die Erzählung „Cäcilie“ und den Roman „Philine“ (1852). Ihre Veröffentlichungen brachten der Schriftstellerin Anerkennung und erschlossen der jungen Witwe zusätzliche Einnahmequellen. Ferner unternahm Eulalia längere Besuchsreisen zu Verwandten in der Lausitz und der Mark Brandenburg. Später zog sie nach Neisse zu ihrem verwitweten Bruder Ernst Hoche, bei dessen Kindern aus erster Ehe sie sechs Jahre die Mutterstelle vertrat. Danach siedelte sie mit der Familie nach Thüringen über.
1857 nahm ihr Sohn Adalbert Merx in Marburg das Studium der Theologie und Philosophie auf und verfolgte eine akademische Karriere als Orientalist. Eulalia Merx folgte 1865 ihrem Sohn auf dessen Professorenstelle nach Jena, 1869 nach Tübingen, 1874 nach Gießen und 1875 nach Heidelberg.
Weitere von Eulalia Merx – auch unter Pseudonym – veröffentlichte Werke sind die Erzählung „Schloss und Hütte“ (1856), die beiden Romane „Auf dem Lande“ (1857) und “Ministerfieber und Schwiegersöhne“ (1868), die Erzählung „Asyl Lea-Hof“ (1868), „Nicht nach Schablone“ (Novellensammlung, 1868), „Schlesische Gutsnachbarn (1876), der Roman „Die Adoptivtochter“ (1886), „Von Haus zu Haus" (Nn., 1888), „Kaleidoskop“ (Nn., 1893), die Erzählung „Erna Heine“ (1886, neue Ausgabe 1893) und „Kaffeegesellschaften“ (von Gilbert [pseud.], ohne Jahresangabe). (13.)
Eulalia Merx, bis in ihr hohes Alter hinein im Vollbesitz ihrer geistigen Kräfte, starb am 9. Mai 1908 in Heidelberg.
Im Gegensatz zu den Werken ihrer Schwester Louise Aston stand Eulalia Merx in ihren Schriften radikalen Positionen fern. Merx selbst war ein tief religiöser Mensch, was sich in ihren Schriften widerspiegelt, die häufig erbaulich-erzieherischen Charakter haben.
Adalbert Merx‘ Tochter Elisabeth (1874–1945) war verheiratet mit dem Wissenschaftshistoriker und Orientalisten Julius Ruska (1867–1949). Aus dieser Ehe stammen neben weiteren Kindern Eulalias Urenkel Ernst Ruska (1906–1988), Nobelpreisträger für Physik (1986) und Helmut Ruska (1908–1973), Mediziner und Pionier der Elektronenmikroskopie.

## Werke
- Psalter-Klänge. Eine Sammlung geistlicher Gedichte. Friese, Leipzig 1841. (Digitalisat)
- Mutter und Tochter. Ein Lebensbild. Novelle. Berlin 1846.
- Blätter aus dem Tagebuche einer Christin. Falckenberg, Magdeburg 1847.
- Lebensskizzen. Der reiferen Jugend gewidmet. Falckenberg, Magdeburg 1848.
- Cäcilie. Eine Novelle. Duncker & Humblot, Berlin 1852.
- Philine. Ein Roman. Kern, Breslau 1852. (Digitalisat Band 1), (Band 2)
- Ein Seelengemälde. 3 Bände. Samter, Königsberg 1855. (Digitalisat Band 1), (Band 2), (Band 3)
- Schloss und Hütte. Eine Erzählung für die reifere Jugend. Trewendt & Granier, Breslau 1856.
- Auf dem Lande. Ein Roman. 2 Bände. Büchting, Nordhausen 1857. (Digitalisat Band 1), (Band 2)
- Nicht nach der Schablone. Novellen. Mat 2 Bände. Matthes, Leipzig 1868.
- Asyl Lea-Hof. Eine Erzählung. Grunow, Leipzig 1868.
- Ministerfieber und Schwiegersöhne. Kein sentimentaler Roman. 2 Bände. Grunow, Leipzig 1868; Digitalisat Band 2 hathitrust.org
- Schlesische Gutsnachbaren. Richter, Leipzig 1876.
- Eine Närrin.[6]
- Erinnerungen an Ottilie Wildermuth.[7]
- Adoptivtochter. Roman. Schottländer, Breslau 1886.[8]
- Erna Heine. Erzählung. Trewendt, Breslau 1886. Neue Ausg. 1893.[9]
- Von Haus zu Haus. Novellen-Cyklus. Perthes, Gotha 1888.
- Kaleidoskop. (Nn., 1893)[10]
- Kaffeegesellschaften (von Gilbert [pseud.]), o. J.).[11]